# Vật lý kỹ thuật số
Trong vật lý và vũ trụ học, vật lý kỹ thuật số là một tập hợp các quan điểm lý thuyết dựa trên tiền đề rằng vũ trụ có thể mô tả bằng thông tin. Nó là một hình thức bản thể học kỹ thuật số về thực tế vật lý. Theo lý thuyết này, vũ trụ có thể được hình thành như là đầu ra của một chương trình máy tính xác định hoặc xác suất, một thiết bị tính toán kỹ thuật số rộng lớn hoặc một đẳng cấu toán học cho một thiết bị như vậy.

## Lịch sử
Các hoạt động của máy tính phải tương thích với các nguyên tắc của lý thuyết thông tin, nhiệt động học thống kê và cơ học lượng tử. Năm 1957, một liên kết giữa các lĩnh vực này đã được Edwin Jaynes đề xuất. Ông xây dựng một cách giải thích lý thuyết xác suất là logic Aristotele tổng quát, một quan điểm liên kết vật lý cơ bản với máy tính kỹ thuật số, bởi vì chúng được thiết kế để thực hiện các phép toán của logic cổ điển và, tương đương, của đại số Boole.
Giả thuyết cho rằng vũ trụ là một máy tính kỹ thuật số đã được Konrad Zuse đề xuất trong cuốn sách Rechnender Raum (dịch sang tiếng Anh là Tính toán không gian). Thuật ngữ vật lý kỹ thuật số được sử dụng bởi Edward Fredkin, người sau này thích thuật ngữ triết học kỹ thuật số. Những người khác đã mô hình hóa vũ trụ như một máy tính khổng lồ bao gồm Stephen Wolfram, Juergen Schmidhuber, và người đoạt giải Nobel Gerard 't Hooft. Các tác giả này cho rằng bản chất xác suất của vật lý lượng tử không nhất thiết là không tương thích với khái niệm tính toán. Các phiên bản lượng tử của vật lý kỹ thuật số gần đây đã được Seth Lloyd , Paola Zizzi  và Antonio Sciarretta  đề xuất.
Các ý tưởng liên quan bao gồm lý thuyết nhị phân của Carl Friedrich von Weizsäcker về các lựa chọn thay thế ur, chủ nghĩa tính toán, lý thuyết vũ trụ tính toán, "It from bit" của John Archibald Wheeler, và bản hòa tấu cuối cùng của Max Tegmark.